# Sebastian Lörstad
Sebastian Lörstad, född den 17 april 2008, är en svensk friidrottare (medel- och långdistans). Han tävlar för IFK Lidingö.

## Karriär
Lörstad tog vid ungdomseuropamästerskapen i friidrott år 2024 brons på 3 000 meter. Vid europeiska ungdoms-OS 2025 tog han guld på 3 000 meter.